# ブギーナイツ
『ブギーナイツ』（Boogie Nights）は、1997年制作のアメリカ映画。
本作は1988年のポール・トーマス・アンダーソン監督・脚本の短編映画『The Dirk Diggler Story』を長編に作り直したものである。
主人公には実在したポルノ男優であるジョン・ホームズをモデルにしており、1970年代末から1980年代にかけてのポルノ業界の光と影にスポットライトを当てた作品となったため、公開当時は一部で内幕モノで特に監督と主演俳優の確執、特に主役のエゴを描いた事から、フランソワ・トリュフォーの『アメリカの夜』を思わせる内容だとして“ポルノ業界版「アメリカの夜」”と称された。

## ストーリー
ナイトクラブでアルバイトをしていたエディは、ある日、ポルノ映画の監督であるジャックにその巨根を見込まれスカウトされる。ポルノ業界に飛び込んだエディは「ダーク・ディグラー」という名前を与えられ、出演作品はヒット、ポルノ映画の賞も受賞するなどしてスターダムにのし上がっていく。名声を手にし、贅沢な生活を楽しむエディだが、次第にコカインやメタンフェタミンといった麻薬に手を出すようになる。やがて時代の波で彼らにも暗雲が垂れ込め、監督との確執や転落という憂き目にも遭う。

## キャスト
※括弧内は日本語吹き替え
- エディ・アダムス / ダーク・ディグラー - マーク・ウォールバーグ（松本保典）
- ジャック・ホーナー - バート・レイノルズ（有本欽隆）
- アンバー・ウェイブス - ジュリアン・ムーア（山像かおり）
- リトル・ビル - ウィリアム・H・メイシー（石井隆夫）
- ローラーガール - ヘザー・グラハム（三石琴乃）
- リード・ロスチャイルド - ジョン・C・ライリー（古澤徹）
- バック・スウォープ - ドン・チードル（佐久田修）
- スコティJr. - フィリップ・シーモア・ホフマン（長島雄一）
- モーリス・T・ロドリゲス - ルイス・ガスマン（高宮俊介）
- トッド・パーカー - トーマス・ジェーン（牛山茂）
- ジェシー・ヴィンセント - メローラ・ウォルターズ（千島楊子）
- フロイド - フィリップ・ベイカー・ホール（藤本譲）
- ジェームズ大佐 - ロバート・リッジリー（石波義人）
- カート・ロングジョン - リッキー・ジェイ（斎藤志郎）
- ベッキー・バーネット - ニコール・アリ・パーカー（本田貴子）
- リトル・ビルの妻 - ニナ・ハートレー（佐藤しのぶ）
- ジェローム - マイケル・ジェイス（古田信幸）
- バート - ロバート・ダウニー・シニア
- ラハッド - アルフレッド・モリーナ
- シェリル・リン - ローレル・ホロマン（内川藍維）
- ロッキー - ジャック・ウォレス
- エディの母 - ジョアンナ・グリーソン（寺内よりえ）
- エディの父 - ローレンス・ハッド（仲野裕）
- ジョニー・ドウ - ジョナサン・クイント（吉田孝）
- 先生 - パトリシア・フォート（喜田あゆみ）
- 大学生 - ケイ・レノックス（高瀬右光）
- ジョニー - ジェイソン・アンドリュース（堀川仁）

## 主な挿入歌
- ベスト・オブ・マイ・ラブ（エモーションズ）
- フライ・ロビン・フライ（シルバー・コンベンション）
- ジャングル・フィーバー（チャカチャス）
- 心の扉をあけよう（メラニー）
- ママ・トールド・ミー（スリー・ドッグ・ナイト）
- 愛に狂って（エルヴィン・ビショップ）
- 黒い夜（マーヴィン・ゲイ）
- 神のみぞ知る（ザ・ビーチ・ボーイズ）
- ロックバルーンは99（ネーナ）
- オーロラの救世主（エレクトリック・ライト・オーケストラ）
- ドゥ・ユア・シング（チャールズ・ライト＆ザ・ワッツ・103丁目リズム・バンド）
- マシンガン（コモドアーズ）
- フィール・トゥ・グッド（ザ・ムーブ）
- イッツ・ジャスト・ア・マター・オブ・タイム（ブルック・ベントン）
- コンペアード・トゥ・ワット（ロバータ・フラック）
- ジェシーズ・ガール（リック・スプリングフィールド）

## 評価
本作は90年代ハリウッドを代表する一作として非常に高く評価されている。映画批評サイトのRotten Tomatoesには、65件のレビューがあり、批評家支持率は92％、平均点は10点満点中8.1点となっている。また、Metacriticには28件のレビューがあり、平均点は100点満点中85点となっている。

## 受賞
- ゴールデングローブ賞 - 助演男優賞
- 第63回ニューヨーク映画批評家協会賞 - 助演男優賞
- 第23回ロサンゼルス映画批評家協会賞 - 助演男優賞、助演女優賞
- 全米映画批評家協会賞 - 助演男優賞、助演女優賞
- MTVムービー・アワード - 新人女優賞

他

## 第70回アカデミー賞
- アカデミー助演男優賞ノミネート - バート・レイノルズ
- アカデミー助演女優賞ノミネート - ジュリアン・ムーア
- アカデミー脚本賞ノミネート - ポール・トーマス・アンダーソン